# Casey Jones (série de televisão)

Logotipo dos créditos de abertura da série Casey Jones.

Casey Jones é uma série infantil americana de faroeste exibida inicialmente em 1958. O tema é baseado em torno do pioneiro na construção de ferrovias Casey Jones. A série também foi ao ar na BBC no Reino Unido e no canal Nine Network na Austrália.

## Elenco
- Alan Hale Jr. - Casey Jones
- Dub Taylor - Wallie Sims (o foguista)